# Абраам Моль
Абраам Моль (англ. Abraham Moles; 1920 — 22 травня 1992) — доктор фізики та філософії, психолог. Очолював Інститут соціально-психологічних проблем комунікації в Страсбурзі. Автор праць, як «Теорія інформації та естетичне виховання» 1966, дисертації «Соціодинаміка культури» 1973). У ряді своїх праць Моль висловлював свої ідеї та наробітки про «мозаїчність» сучасного світу, культури, а також те, як вона засвоюється людиною — наприклад, збільшення об'єму інформації та числа каналів її передачі призводить до так званого мозаїчно-калейдоскопічного сприйняття світу, що відповідно і обумовлює формування мозаїчної структури знань, оцінок, судження, гіпотез, а також свідомості в цілому. Під дією ідей Моля сформувалось таке поняття як «паралельна школа» — тобто, позашкільне, культурне оточення дитини, що несе за собою безліч явищ, потенціал до знання, людського досвіду, що засвоюється, в більшості своїй, на несвідомому рівні. Абраам Моль також є одним з ідеологів, що підтримували масово-комунікаційну педагогіку, наприклад, медіаосвіту. Навчав студентів соціології, психології в Університеті Ulm. Стасбурзі, Сан-Дієго, Мексиці, Копенгагені..

## Наукова діяльність
Про біографію Абрама Моля відомо досить небагато, однак, велику роль відіграє його наукова діяльність. Еволюція роботи Моля відображають дослідження, в яких він відображає та синтезує системно-кібернетичну модель з естетико-комунікативною темою, так що вона в незначній ступені протирічить статичній концепції, яку окреслює функціоналізм.. Абраам Моль відрізняється якістю та різноманістністю споспережень та аналізів. Моль не був пов'язаний з тією чи іншою течією. Був зацікавлений в гносеології та творчості, застосовував принципи комбінаторної евристики до багатьох його праць.
Моль любив повторювати фразу: «людина є мірою всього» — він вводить у свій аналіз точку зору спостерігача. Якщо існує феноменологія, це відбувається у зв'язку з тим, що суб'єкт може сприймати певні явища та інтерпретувати їх. Поступово Моль надає суб'єктивності спостерігача все більшої ваги у своїх дослідженнях, все більшого місця для суб'єктивності спостерігача, який сприймає, перетворює, переказує та інтерпретує інформацію.

### Соціодинаміка культури
В роботі Моля «Соціокультурна динаміка» У 1967 році була представлена модель мозаїчної культури як прообраз так званої — моделі культури майбутнього постмодернізму, в її віртуальному варіанті. У перших 60-х рока 20-го століття Абраам Моль спирається на семіотичні та кібернетичні підходи. Виходячи з даних позицій він виділяє поняття культури та поділяє її на дві категорії:
1. . Індивідуальна культура — культура, що відображає екран знань, на якому індивід власне і проектує повідомлення, отримані від зовнішнього світу.
2. . Соціальна культура — на думку автора — це є культура багатьох/більшості людей, які складають ту чи іншу соціальну групу.

А. Моль розглядає соціальну реальність через призму культури, а точніше через її зміну під впливом науково-технічних досягнень. У своїй роботі він говорить про те, що культура одночасно може створюватися людиною в процесі її соціального життя, спілкування з людьми. соціалізації, і сама наповнює життя людини, видозмінює його, світосприйняття індивіда та повністю «просочує» собою. Така система соціальної реальності має замкнутий характер, утворюючи культурні повідомлення. Індивід схильний згодом приймати і переробляти отримане повідомлення, утворюючи зовсім нове. Цей цикл, як стверджує Абраам Моль — не має кінця. Подібного роду культурні взаємодії можна, на думку Моля, сприймати безпосередньо як акт комунікації. А саме по собі культурне повідомлення зазвичай розглядається у співвідношенні з товаром. Засоби масової комунікації — основний елемент циклів поширення «повідомлень культури», що впливають на сприйняття індивідів..
Терміни «віртуальний світ» та «віртуальна культура» почали все частіше використовувати представники гуманітарних наук. Для науковців ці терміни означають можливу наукову картину світу, або, можливо також — окремий тип культури, які можуть чи могли б з'являтись при певних умовах. Соціодинаміка культури — це знання про те, ким чином виробляються, сприймаються, передаються продукти культури — наприклад, це можуть бути як ідеї, інформація, художні образи, музичні твори, так і теорії освіти, дослідження в області мови, інформатика тощо. Соціодинаміка культури перетинається з психологією, а також вона досить тісно пов'язує свої ідеї з вченням про гегемонію, однак, найголовніше — соціодинаміка є представленням всього руху елементів культури як великої системи, якою можна легко керувати. Соціодинаміка, загалом — займається кількісним аналізом структурних закономірностей руху продуктів культури в соціумі, відокремлюючи особисті проблеми, відкидаючи зміст окремого повідомлення — і робить загальні, формальні висновки досліджень, що мають практичне значення для впливу на людину. Спроби маніпуляції свідомістю людини передбачає підстроювання під аудиторію, а також формування конкретного культурного середовища, підготовки адресата до сприйняття маніпулюючих повідомлень, виготовлення бажаних для маніпуляції думок, почуттів, на яких можна грати та підлаштовувати аудиторію під власні цілі.

### Мозаїчна культура
Буржуазне суспільство породжує зовсім новий тип культури — мозаїчний. Раніше — в епоху гуманітарної культури — звід знань, ідей представляв собою дещо впорядковану, ієрархічну, чітку систему, тобто, побудоване ціле, яке мало «скелет» основних предметів, головних тем та «вічних питань», то тепер в сучасному суспільстві культура, можна так сказати — розколюється на так звану мозаїку дещо випадкових, дуже погано пов'язаних та структурованих понять. Життя в потоці такої культури називають демократією шуму. Гуманітарна культура — передавалася з покоління в покоління, транслювалася механізмами, матрицею яких був безпосередньо університет, що дав цілісне уявлення про універсум — Всесвіт, незалежно від того, в якому обсязі та на якому рівні давалися конкретні знання. Скелетом такої культури, був, наприклад, дисципліни (від латинського слова, яке означає і науку, і різки). Мозаїчна культура сприймається людиною ненав'язливо, майже мимоволі — у вигляді шматочків, що вихоплюється людиною з потоку транслюємих повідомлень. Абраам Моль в книзі «Соціодинаміка культури» пояснює, що саме в мозаїчній культурі знання складаються з окремих уривків, які пов'язуються, на перший погляд, простими, майже випадковими відносинами близькості за часом засвоєння, за певною співзвучністю, або, наприклад, асоціацією ідей. Ці самі уривки/шматочки не устворюють самі по собі кульутри, однак, мають силу зчеплення, яка не гірше за старих логічно сформованих зв'язків надає «екрану знань» певну щільність, компактність, що є не меншою ніж у «тканинообразного» екрану гуманітарної освіти. Науково-технічні досягнення суспільства сильно вплинули на сучасну культуру і, як наслідок, на соціальне життя соціуму в цілому. Абраам Моль не дає однозначної оцінки цьому культурному впливу на життя суспільства, однак, виділяє як позитивні, так і негативні його сторони. Говорячи про вплив засобів масової комунікації (ЗМК) на культуру, Абраам Моль виділяє таке поняття як «мозаїчна культура», яка згодом прийшла на зміну традиційній «гуманітарній» культурі. Абраам Моль вважає, що до таких змін призвело безпосередньо неадекватне, тобто нераціональне та необдумане використання засобів масової комунікації. Людина з часом стала більше і більше спиратися на можливості автоматичних обчислювальних і інформаційних систем, що на її думку, полегшують життя. «Мозаїчна культура» є «вітражем» поверхневих знань, які стикаються, але не перетинаються між собою. Такий «екран знань» складається за законами випадку і не є абсолютно систематизованим.
У центрі роботи про соціодинамічні культури Абраама Моля — дослідження соціодинамічних ролей, що відіграють засоби масової комунікації. Він виділяє наступні 4 доктрини засобів масової комунікації:
1. Демагогічна доктрина. За цією доктриною, радіо та телебачення є засобами реалізації економічної реклами;
2. Догматична доктрина. Як і перша доктрина, друга націлює свій фокус на регуляцію поведінки людей, але, на відміну від першої — носить політичний та ідеологічний характер.
3. Еклектична доктрина. Зображує якісну вибірку з гуманітарної культури.
4. Соціодинамічна доктрина. Як і третя доктрина — зображає якісну вибірку з гуманітарної культури, але також відіграє роль прискорювача або гальма культурного розвитку та культури.

Жодна з цих доктрин ЗМК не здатна реалізуватися в чистому вигляді. Абраам Моль вважає, що культура може стати не просто фоновим продуктом для соціального життя суспільства, але також його «динамічною діючою силою». Він передбачає, що «мозаїчна культура» стане культурою інтелектуального суспільства, культурою творчих людей, а отже, відповідно і культурою майбутнього.

### Інформаційна естетика
У 1956 році Моль захистив дисертацію про зв'язок між теорією інформації та естетичним сприйняттям, яку він розповсюдив у книжковій формі в 1958 році (англійською мовою в 1966 році), синхронно з аналогічними дослідженнями інформаційної естетики, проведеної Максом Бенсе в Штутгарті.
Роботи Моля були більш сфокусовані на теорії сприйняття, і він намагався запропонувати пояснення естетичного сприйняття. Він досліджував здатність людського мозку сприймати інформацію, шукаючи свідчення та пояснення того, яке співвідношення між порядком і складністю буде сприйматися як приємне для суб'єкта. Звідси Моль розробив теоретичні основи для «суперзнаків». У його теорії Інформаційної естетики елементарні знаки об'єднуються в сприйнятті людини більш складними ознаками (суперзнаками). Цей підхід виходить не тільки від психології перцепції Рустафора Арнегейма з гештальт-теорії, але й глибоко вписується в сучасні психологічні теорії. Його учень Гельмар Френк — пізніше навчався з Максом Бенсе і намагався довести теоретичні міркування Моля з емпіричної точки зору.

## Критика
Авторка критики — Джоел Коен — стверджує, що після того, як теорія інформатизації була представлена таким чином, що не слід було залучати нікого, крім довірливого («інтуїтивного») споживача, Абраам Моль перекручує і змінює аудіологію Стівенса та Девіса 1938 року. Психофізика розвинулася з того часу. У всій дискусії про звукове послання «інформаційна теорія», яка так «болісно» представлена у роботі Моля, не відіграє практичної ролі.

## Монографії
- Physique et technique du bruit, Paris: Dunod, 1952.
- La création scientifique, Genève: Kister, 1957.
- Sao Paulo: Perspectiva, 1972. (Portuguese)
- Madrid: Taurus, 1986. (Spanish)
- editor, with Herman Grégoire, et al., L'ère atomique: encyclopédie des sciences modernes, 10 Vols, Genève: Kister, 1957-59; 1962. [2]
- Epoche Atom und Automation. Enzyklopädie des technischen Jahrhunderts, 10 Vols, Frankfurt am Main: Limpert, [then] Genève: Kister, 1958-60. (German)
- Théorie de l'information et perception esthétique, Paris: Flammarion, 1958; 2nd ed., Paris: Denoël, 1973. Expanded dissertation in psychology defended in March 1956 at Sorbonne. Review.
- Information Theory and Esthetic Perception, trans. Joel E. Cohen, University of Illinois Press, 1966, 217 pp; 1968; 1971. (English). Reviews in English: Keats (1966), Schwadron (1966), Burt (1966), Gibson (1967), Kraehenbuehl (1967), Rashevsky (1967), Berleant (1967), Pask (1968), Arnheim (1968), Wenk (1968), Chase (1969), Vitz (1970), Fleming (1970).
- Informationstheorie und ästhetische Wahrnehmung, Cologne: DuMont, 1971. (German). «Philosophischer Wert der Information», pp 254—274.
- Teoría de la información y percepción estética, Gijón: Júcar, 1976, 376 pp. (Spanish)
- Teoria da informação e percepção estética, Rio de Janeiro: Tempo Brasileiro, 1978. (Portuguese)
- Musiques expérimentales, Paris, Zurich, Brussels: Cercle d'Art Contemporain, 1960. Review.
- Erstes Manifest der permutationellen Kunst (edition rot, texte 8), trans. Monika Bense, Renate Kübler and Elisabeth Walther, Stuttgart, 1962, 21 pp. (German)
- Revue Ring 4. (French)
- with Bernard Vallancien, Communications et langages, Paris: Gauthier-Villars, 1963. Review.
- with Bernard Vallancien, Phonétique et phonation, Paris: Masson, 1966.
- with Alphons Silbermann, Gerold Ungeheuer, Bildschirm und Wirklichkeit: ueber Presse und Fernsehen in Gegenwart und Zukunft, Berlin/Frankfurt/Vienna: Ullstein, 1966, 371 pp. (German)
- L'affiche dans la société urbaine, Paris: Dunod, 1970, 154 pp.
- El cartel en la sociedad urbana, Buenos Aires: Paidos, 1976, 225 pp. (Spanish)
- with Roland Caude, Créativité et méthodes d'innovation dans l'entreprise, Mame Fayard, 1970, 240 pp.
- Determinierte Formen. Informationstheorie und bildende Kunst, Bochum: Universitätsverlag, 1970, 45 pp. (German). «Kunst und Maschinen», pp 10-16.
- Art et ordinateur, Paris: Casterman, 1971, 264 pp; 1981.
- Kunst und Computer, Cologne, DuMont, 1973. (German). «Kunst und Kybernetik in der Konsumgesellschaft, in Kunst und Computer», pp 37-98; «Die Zukunft des beweglichen Bildes und der Computer», pp 234—277.
- Arte e computador, Afrontamento, 1990. (Portuguese)
- with Claude Zeltmann, et al., La communication. Les dictionnaires du savoir moderne, Paris: Centre de Etudes pour la promotion de la lecture, 1971.
- La comunicación y los mass media: Diccionarios del saber moderno, Bilbao: Mensajero, 1975, 685 pp. (Spanish)